# Keiko Han
Keiko Han (潘 恵子; Han Keiko, Tokio, 5. travnja 1953.) je japanska seiyuu, tj. sinkronizacijska glumica koja posuđuje glas u animeima. Najpoznatija je po anime serijama Mjesečeva ratnica, Saint Seiya, City Hunter, Detective Conan, Air, Galaxy Express 999, Queen Millennia i Legenda o galaktičkim junacima.

## Vanjske poveznice
- Keiko Han na Internet Movie Databaseu
- Keiko Han na Anime News Network